# Wilhelm Brasse
Wilhelm Brasse (Żywiec, llavors Imperi Austrohongarès, 3 de desembre de 1917 - Żywiec, Polònia, 23 d'octubre de 2012) va ser un fotògraf polonès, supervivent del camp de concentració d'Auschwitz.
D'ascendència austríaca i polonesa, va aprendre fotografia a la ciutat de Katowice, concretament a l'estudi de la seva tia. Després de la invasió alemanya de Polònia el 1939 i l'ocupació de la seva ciutat natal, Żywiec, al sud de Polònia, va ser interrogat per la Schutzstaffel (SS). Com es va negar a jurar lleialtat a Hitler, va ser empresonat durant tres mesos. Després de l'alliberament, i de continuar negant-se a formar part de la Deutsche Volksliste i servir a l'exèrcit alemany, va intentar escapar a Hongria i unir-se a l'exèrcit polonès a França, però va ser capturat, juntament amb altres joves, a la frontera polonès-hongaresa i va ser deportat al camp de concentració d'Auschwitz-Birkenau com el presoner número 3444. Format abans del començament de la Segona Guerra Mundial com a fotògraf de retrats a Silèsia, els administradors del camp de les SS li van ordenar fotografiar «el treball dels presoners, experiments mèdics criminals, [i] retrats dels presoners per als arxius». Brasse va estimar que va prendre entre 40.000 i 50.000 «imatges d'identitat» des de 1940 fins a 1945, abans de ser traslladat a un altre camp de concentració a Àustria, on va ser alliberat per les forces estatunidenques al maig de 1945.

## Trajectòria
Brasse va néixer el 3 de desembre de 1917 d'un descendent de colons austríacs i una mare polonesa a Żywiec, a la Polònia dividida. El seu pare va ser un soldat polonès a la Guerra poloneso-soviètica de 1919-1921. Va ser «entrenat com a fotògraf de retrats en un estudi propietat de la seva tia» a Katowice, i «tenia bon ull per a la imatge reveladora i la capacitat de tranquil·litzar als seus subjectes».
Després de la invasió de Polònia de setembre de 1939, va ser pressionat pels nazis perquè s'unís a ells, es va negar, va anar repetidament interrogat per la Gestapo i va intentar escapar a França via Hongria, però va ser capturat a la frontera polonesa-hongaresa i empresonat. Després de continuar negant-se a declarar la seva lleialtat a Hitler, el 31 d'agost de 1940, va ser deportat al camp de concentració d'Auschwitz, poc després de la seva obertura.
Al febrer de 1941, després d'haver estat cridat a l'oficina de Rudolf Hess, el comandant d'Auschwitz, juntament amb uns altres quatre, i examinat per a «habilitats fotogràfiques», va ser seleccionat específicament per les seves «habilitats de laboratori» i «capacitat tècnica amb una càmera» i per la seva habilitat per a parlar alemany, i després va ordenar documentar als presoners del camp a l'«Erkennungsdienst, la unitat d'identificació fotogràfica».
Un any i mig després, es va trobar amb Josef Mengele, el notori metge nazi, al qual li agradaven les seves fotografies i volia que fotografiés a alguns dels bessons i persones amb trastorns congènits traslladats a la seva infermeria amb els qui Mengele estava «experimentant». Després que els soviètics entressin a Polònia, durant l'Ofensiva del Vístula-Oder, del 12 de gener al 2 de febrer de 1945, Brasse, juntament amb altres milers de presoners d'Auschwitz, va ser traslladat forçosament al camp de concentració d'Ebensee, un subcamp del complex de Mauthausen-Gusen, on van romandre fins que les forces estatunidenques van alliberar el camp al maig de 1945.
Després de tornar a la seva llar, a Żywiec, a pocs quilòmetres del camp de concentració d'Auschwitz-Birkenau, va intentar tornar a fer fotos, però no va poder superar la seva experiència fotogràfica a Auschwitz i va ser incapaç de reprendre el seu treball com a retratista. Un cop abandonada la fotografia, va establir el que es va convertir en un negoci d'embolcalls de salsitxes «moderadament pròsper». Més tard, però, va visitar el Museu Estatal d'Auschwitz-Birkenau per parlar amb els visitants sobre les seves experiències, i si bé encara posseïa una petita càmera Kodak d'abans de la guerra, mai va fer cap altra fotografia.
Va morir el 23 d'octubre de 2012, a la seva ciuta natal, als 94 anys. Estava casat, tenia dos fills i cinc néts, i va viure amb la seva esposa fins a la seva mort, que va ser anunciada per un historiador del Museu Estatal d'Auschwitz-Birkenau.

## Les fotografies d'Auschwitz
Format abans del començament de la Segona Guerra Mundial com a fotògraf de retrats en l'estudi de la seva tia, els seus supervisors de les SS li van ordenar fotografiar «el treball dels presoners, experiments mèdics criminals, [i] retrats dels presoners per als arxius». Brasse va estimar que va prendre al voltant de 40.000 i 50.000 «imatges d'identitat» des de 1940 fins a 1945, abans de ser traslladat forçosament a un altre camp de concentració a Àustria, on va ser alliberat per les forces estatunidenques a principis de maig de 1945.
El Dr. Mengele havia insistit que Brasse prengués els retrats d'«identitat» dels presoners d'Auschwitz «en tres posicions: des del front i des de cada costat». Després de prendre desenes de milers d'aquestes fotografies, Brasse i uns altres van desobeir les ordres posteriors dels nazis de destruir-les. No obstant això, només algunes de les seves fotos van sobreviure: «encara que és difícil dir quines eren de Brasse, ja que les fotos del campament, per regla general, no portaven el nom del fotògraf [,]... Jarosław Mensfelt, portaveu del museu Auschwitz-Birkenau, diu que se'n van prendre unes 200.000 fotos, amb nom, nacionalitat i professió adjunta. […] Es conserven al voltant de 40.000 d'aquestes imatges, algunes amb les targetes d'identificació, i 2.000 d'aquestes s'exhibeixen al museu […] d'altres són a Iad va-Xem, el monument a l'Holocaust israelià».
Algunes fotografies acreditades a Brasse es troben en l'exposició permanent del Museu Estatal Auschwitz-Birkenau en el Bloc núm. 6: exposició «La vida dels presoners». Se sol·licita explícitament a tots els visitants del museu que respectin el lloc del camp de mort i que no usin càmeres (tant de fotos com de vídeo) en les seves exposicions interiors.
Es pot accedir a «fotografies d'identificació» o «fotografies» similars de presoners d'Auschwitz i altres camps de concentració alemanys en els arxius fotogràfics en línia del Museu Memorial de l'Holocaust dels Estats Units; les targetes d'informació biogràfica que inclouen aquestes fotografies, cadascuna corresponent a un reclús en un camp de concentració, també es mostren als visitants del museu en la seva entrada. En el lloc web oficial del museu hi ha una fotografia del mural fotogràfic que hi ha en una paret de la seva exposició permanent del tercer pis. Es pot accedir a una fotografia d'una dona adulta presa d'Auschwitz realitzada per Wilhelm Brasse des dels arxius fotogràfics del museu. El lloc web oficial del museu també presenta «fotografies d'identificació» similars acreditades del Museu Estatal d'Auschwitz-Birkenau, Polònia, però sense identificar al fotògraf (que pot o no ser Brasse), com a il·lustracions en «Persecució d'homosexuals en el Tercer Reich».

## DocumentalPortrecista
Portrecista, un documental polonès de 52 minuts sobre la seva vida i obra,  dirigit per Irek Dobrowolski i produït per Anna Dobrowolska el 2005, es va emetre a la cadena de televisió polonesa TVP1 l'1 de gener de 2006, a la sèrie "Orgullosos de presentar". Es va estrenar el 19 de març de 2007 a la sinagoga de Londres Oest, amb una segona projecció per demanda popular el 22 d'abril de 2007. A la pel·lícula, Brasse relata la «història darrere d'algunes fotos en els arxius del museu d'Auschwitz que recorda haver pres».
Com subratlla la sinopsi de la pel·lícula, després de prendre milers de fotografies des de 1940 fins a 1945, documentant que la «crueltat que va més enllà de totes les paraules […] per a les generacions futures», Brasse ja no va poder continuar amb la seva professió.
Fergal Keane està d'acord que «Brasse ens ha deixat un poderós llegat en imatges. Gràcies a elles podem veure a les víctimes de l'Holocaust com a humans i no com a estadístiques […] Les fotografies són obra d'un home que va lluitar per mantenir la seva humanitat viva en un lloc de maldat inimaginable».
Més enllà del documental, Brasse també apareix en els episodis 1, «Començaments sorprenents», i 2, «Ordres i iniciatives», de la sèrie de documentals Auschwitz: els nazis i la Solució Final (BBC i PBS, 2005).